# Diaspora indonésienne
 (avril 2024).
Si vous disposez d'ouvrages ou d'articles de référence ou si vous connaissez des sites web de qualité traitant du thème abordé ici, merci de compléter l'article en donnant les références utiles à sa vérifiabilité et en les liant à la section « Notes et références ».
 (avril 2017).
La diaspora indonésienne désigne l'ensemble des personnes d'origine indonésienne établies en dehors de l'Indonésie. Le terme s'applique aussi bien aux Indonésiens de naissance qu'aux descendants d'Indonésiens, qu'ils soient citoyens indonésiens ou d'un autre pays.

## Histoire
Beaucoup d'Indonésiens vont à l'étranger comme étudiants ou travailleurs (ces derniers désignés par le sigle "TKI", tenaga kerja Indonesia ou "main-d'œuvre indonésienne"). La plupart vont en Malaisie, aux EAU, en Corée du Sud, au Japon, à Singapour, aux Pays-Bas, aux États-Unis et en Australie.

## Les Indonésiens dans le monde

### Malaisie
Environ 2 500 000 Indonésiens vivent en Malaisie. Depuis des siècles, des personnes originaires de Sumatra, Java, Kalimantan et Célèbes y émigrent. Les Malaisiens d'ascendance indonésienne se comptent par millions et sont catégorisés "Malais", même s'ils sont d'autres origines ethniques indonésiennes.

### Qatar
Il y a environ 39 000 citoyens indonésiens vivant au Qatar d'après l'ambassade indonésienne.

### Singapour
Selon l'ambassade indonésienne au Singapour, en 2010 il y a 180.000 citoyens d’Indonésie au Singapour. Autant que 80 000 travaillent comme domestiques/TKI, 10.000 sont des mariniers, et les autres sont soit des étudiants ou des professionnels. Cependant, le nombre est peut-être plus haut, parce que les Indonésiens n'ont pas besoin d'enregistrer le domicile, alors le nombre est possiblement environ 200.000. Les citoyens singapouriens d'ascendance malaise constituent la majorité de la population malaise au Singapour.

### Pays-Bas
L'Indonésie était une colonie néerlandaise. Au début du XXe siècle, beaucoup d'étudiants indonésiens ont étudié aux Pays-Bas. La plupart d'entre eux vivait à Leyde et était actif au sein de l'association Perhimpoenan Indonesia. Durant la révolution indonésienne, beaucoup de Molucans et d’Indonésiens, issus des unions mixtes de couple indo-néerlandais ont migré vers les Pays-Bas. De cette manière, près de 12 500 citoyens indonésiens se sont installés aux Pays-Bas

### France
- Indonésiens de Nouvelle-Calédonie
- Indonésiens de France Métropolitaine

Environ 5100 Indonésiens sont installés en France.